# Wilhelm Meyer-Förster
Wilhelm Meyer-Förster, född 12 juli 1862 i Hannover, död 17 mars 1934 i Heringsdorf, var en tysk författare.
Meyer-Förster inledde sin karriär med en satir på Gregor Samarow och skrev sedan ett stort antal samtidsromaner, bland andra Die Fahrt um die Erde (1897), Elschen auf der Universität (1899), Karl Heinrich (1900), Heidenstamm (1901, svensk översättning 1908) och Lena S. (1903), samt skådespel, av vilka Gamla Heidelberg (1898, svensk översättning 1903) blev hans största framgång.
Filmatiseringa av hans verk är, bland andra, Gamla Heidelberg (1927) av Ernst Lubitsch och Studentprinsen (1954).